# Manota multisetosa
Manota multisetosa är en tvåvingeart som beskrevs av Jaschhof och Heikki Hippa 2005. Manota multisetosa ingår i släktet Manota och familjen svampmyggor.
Artens utbredningsområde är Costa Rica. Inga underarter finns listade i Catalogue of Life.